# Basilio I di Russia
(Basilio I nel dialogo tenuto con il patriarca bizantino Antonio, 1394-1397,)
Vasilij I Dmitrievič (in russo Василий I Дмитриевич?, Vasilij I Dmitrievič; Mosca, 30 dicembre 1371 – Mosca, 27 febbraio 1425) è stato Gran Principe di Mosca dal 1389 fino alla sua morte, appartenente alla dinastia Rurik.

## Biografia
Basilio era figlio del grande vincitore dei Tatari, Demetrio Donskoj, e della Gran Principessa Eudocia (figlia del Gran Principe di Suzdal).
Ricevuta l'investitura dal rappresentante del Khan tataro e l'assenso dal metropolita Cipriano, nonché dai boiari di Mosca, proseguì il processo di unificazione della terre russe intorno alla capitale. Nel 1392 annetté i principati di Nižnij Novgorod e Murom, nel 1397-1398 quelli di Bežetskij Verh, Vologda, Velikij Ustjug.
Durante il suo regno, si accrebbe l'influenza politica dei proprietari terrieri di tipo feudale, i bojari. Dall'altra parte con l'aumento dell'autorità del principe i poteri feudali di tipo giudiziario (il terzo giudizio) sono trasferiti ai rappresentanti di Mosca e ai capi locali delle volosti (divisioni amministrative).

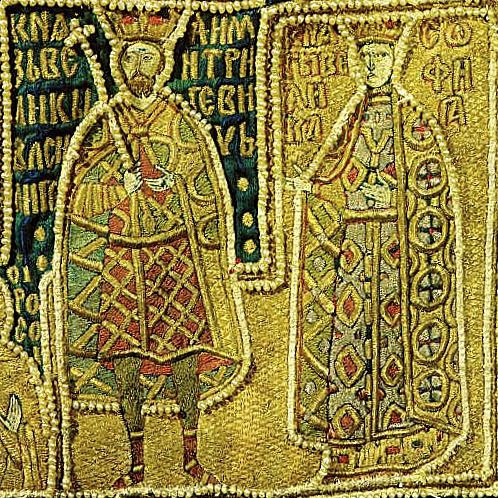
Basilio I e sua moglie Sofia di Lituania, raffigurati in una dalmatica (sakkos) del metropolita di Kiev Fozio (ante 1414), oggi conservata nel Palazzo dell'armeria di Mosca.

Allo scopo di scoraggiare attacchi da parte dell'Orda d'Oro, allora sconvolto dalle conquiste di Tamerlano, Basilio sfruttò il suo matrimonio e si legò in un'alleanza con la Lituania, nel 1392. L'alleanza venne intesa come un affronto da Vitoldo, suo suocero, avendo Basilio sposato la figlia di quest'ultimo, Sofia, cosicché il potente principe lituano tentò di conquistare Vjaz'ma e Smolensk, nel 1403–1404.
Approfittando della debolezza dell'Orda d'Oro, a causa delle liti fra khan diversi che si contendevano il dominio nella capitale di Sarai, così come degli sconvolgimenti causati dal Tamerlano nel 1391, nel 1395 Basilio I rifiutò di pagare il tributo a Sarai, ma nel 1408, dopo una spedizione punitiva da parte di Edigu, il nuovo khan dell'Orda Nogai, venne nuovamente costretto a pagare il tributo. Nel 1412 poi Basilio fu costretto ad attuare l'ossequio al khan Jalal al-Din e fino al termine della sua vita non osò più infrangere i legami di dipendenza dal Tataro.
Nel 1414 l'imperatore bizantino Manuele II Paleologo propose di far sposare il suo figlio primogenito Giovanni VIII Paleologo con la figlia primogenita di Basilio, Anna. Basilio accettò immediatamente la proposta di Manuele, stringendo un'alleanza con Bisanzio.

## Matrimonio e discendenza
Vasilij I sposò Sofia di Lituania, figlia di Vitoldo e della di lui moglie Anna di Lituania; la coppia ebbe nove figli:
- Anna Vasil'evna, andata sposa a Giovanni VIII Paleologo;
- Jurij Vasilievič (30 marzo 1395 – 30 novembre 1400);
- Ivan Vasilievič (15 gennaio 1396 – 20 luglio 1417), genero di Ivan Vladimirovič di Pronsk;
- Anastasija Vasil'evna († 1470), moglie di Vladymir Alexander, principe di Kiev;
- Daniil Vasilievič (6 dicembre 1400 – maggio 1402);
- Vasilisa Vasil'evna, sposa prima di Alexander Ivanovič "Brukhaty", principe di Suzdal', e in seconde nozze sposa del cugino Alexander Daniilovič "Vzmetenj", principe di Suzdal';
- Semën Vasilievič (13 gennaio – 7 aprile 1405)
- Marija Vasil'evna, ipotetica figlia di Vasilij I, sposò Jurij Patrikeevič, figlio di Patrikej Narimuntovič, principe di Starodub;
- Vasilij II Vasilievič, successore di Vasilij I.

## Ascendenza
|                                  |                       |                             | Genitori                       |  |  | Nonni |  |  | Bisnonni                |  |  | Trisnonni           |  |
|                                  |                       |                             |                                |  |  |       |  |  | Ivan I Danilovič Kalità |  |  | Danil Aleksandrovič |  |
|                                  |                       |                             |                                |  |  |       |  |  | Ivan I Danilovič Kalità |  |  | Danil Aleksandrovič |  |
|                                  |                       | Agrippina Leonovna          |                                |  |  |       |  |  | Ivan I Danilovič Kalità |  |  |                     |  |
| Ivan II Ivanovič il Rosso        |                       |                             |                                |  |  |       |  |  | Ivan I Danilovič Kalità |  |  |                     |  |
|                                  |                       | Elena Aleksandrovna         | Aleksandr Glebovič             |  |  |       |  |  |                         |  |  |                     |  |
|                                  |                       | Elena Aleksandrovna         | Aleksandr Glebovič             |  |  |       |  |  |                         |  |  |                     |  |
|                                  |                       | Elena Aleksandrovna         | Anastasia Vasil'evna           |  |  |       |  |  |                         |  |  |                     |  |
| Dmitrij Ivanovič Donskoj         |                       | Elena Aleksandrovna         |                                |  |  |       |  |  |                         |  |  |                     |  |
|                                  |                       | Ivan Vasil'evič Vel'jaminov | Vasilij Vasil'evič Vel'jaminov |  |  |       |  |  |                         |  |  |                     |  |
|                                  |                       | Ivan Vasil'evič Vel'jaminov | Vasilij Vasil'evič Vel'jaminov |  |  |       |  |  |                         |  |  |                     |  |
|                                  |                       | Ivan Vasil'evič Vel'jaminov | ...                            |  |  |       |  |  |                         |  |  |                     |  |
| Aleksandra Ivanovna Vel'jaminova |                       | Ivan Vasil'evič Vel'jaminov |                                |  |  |       |  |  |                         |  |  |                     |  |
|                                  |                       | Marija Michailovna          | Michail                        |  |  |       |  |  |                         |  |  |                     |  |
|                                  |                       | Marija Michailovna          | Michail                        |  |  |       |  |  |                         |  |  |                     |  |
|                                  |                       | Marija Michailovna          | …                              |  |  |       |  |  |                         |  |  |                     |  |
| Vasilij I Dmitrievič             |                       | Marija Michailovna          |                                |  |  |       |  |  |                         |  |  |                     |  |
|                                  | Konstantin Vasil'evič | Vasilij Andreevič           |                                |  |  |       |  |  |                         |  |  |                     |  |
|                                  | Konstantin Vasil'evič | Vasilij Andreevič           |                                |  |  |       |  |  |                         |  |  |                     |  |
|                                  | Konstantin Vasil'evič | Anastasia Danilovna         |                                |  |  |       |  |  |                         |  |  |                     |  |
| Dmitrij Konstantinovič           | Konstantin Vasil'evič |                             |                                |  |  |       |  |  |                         |  |  |                     |  |
|                                  |                       | Elena                       | ...                            |  |  |       |  |  |                         |  |  |                     |  |
|                                  |                       | Elena                       | ...                            |  |  |       |  |  |                         |  |  |                     |  |
|                                  |                       | Elena                       | ...                            |  |  |       |  |  |                         |  |  |                     |  |
| Evdokija Dmitrievna              |                       | Elena                       |                                |  |  |       |  |  |                         |  |  |                     |  |
|                                  |                       | Konstantin Vasil'evič       | Vasilij Konstantinovič         |  |  |       |  |  |                         |  |  |                     |  |
|                                  |                       | Konstantin Vasil'evič       | Vasilij Konstantinovič         |  |  |       |  |  |                         |  |  |                     |  |
|                                  |                       | Konstantin Vasil'evič       | …                              |  |  |       |  |  |                         |  |  |                     |  |
| Vasilisa Konstantinova           |                       | Konstantin Vasil'evič       |                                |  |  |       |  |  |                         |  |  |                     |  |
|                                  |                       | Feotinje Ivanovna           | Ivan I Kalità                  |  |  |       |  |  |                         |  |  |                     |  |
|                                  |                       | Feotinje Ivanovna           | Ivan I Kalità                  |  |  |       |  |  |                         |  |  |                     |  |
|                                  |                       | Feotinje Ivanovna           | Elena Aleksandrovna            |  |  |       |  |  |                         |  |  |                     |  |
|                                  |                       | Feotinje Ivanovna           |                                |  |  |       |  |  |                         |  |  |                     |  |